# De ente et essentia
El tratado De ente et essentia (Sobre el ente y la esencia) es un opúsculo introductorio preparado por Tomás de Aquino durante su primera estancia en París como profesor antes de 1256. Preparado para los hermanos dominicos en el Convento de Santiago (Saint-Jacques) en París como una introducción sobre los conceptos de ente, esencia y otros considerados básicos en metafísica.

## Objetivo
El objetivo de Tomás es examinar desde las nociones de ente y esencia hasta las denominaciones lógicas de género, especie y diferencia. Para ello, examina las afirmaciones de Aristóteles sobre la substancia, así como la de los comentaristas árabes Avicena y Averroes.

## Esquema de la obra
Para lograr su objetivo, examina los significados de los términos esencia y ente (capítulo 1), para luego continuar señalando cómo es que se da la esencia en las substancias compuestas de materia y forma (capítulo 2) y esto cómo se relaciona con las denominaciones lógicas de género y especie (capítulo 3). La discusión prosigue indicando la presencia de la esencia en las sustancias separadas, o son materia (capítulo 4) y clarificando las distinciones entre las sustancias compuestas, las sustancias separadas y Dios (capítulo 5). Por último, examina cuál es la relación entre esencia, definición y accidentes (capítulo 6).

## Aportaciones
ideo quiditas vel essentia eius est ipsum quod est ipsa, et esse suum receptum a Deo est id, quo subsistit in rerum natura. Et propter hoc a quibusdam dicuntur huiusmodi substantiae componi ex quo est et quod est vel ex quod est et esse, ut Boethius dicit.
por eso mismo, su quiddídad o esencia es justamente eso que ella es, y su ser recibido de Dios es aquello por lo cual subsiste en la naturaleza; y por este motivo algunos afirman que tales sustancias están compuestas del quo est y del quod est, o también del quod est y del esse, como dice Boecio.
Tomás de Aquino De ente et essentia, cap. 4

Una de las principales aportaciones de esta obra es marcar la distinción entre la prioridad de la sustancia que es en sí misma, que puede expresarse por la esencia y el acto mismo de existir. Para Tomás de Aquino, tan relevante es la esencia que afirma lo que es la sustancia (quod est) como la existencia o acto de ser (quo est).